# Francisco Javier Sití
Francisco Javier Sití, (Misiones, Virregnat del Río de la Plata, c. 1780 - Bella Unión, Uruguai, c. 1835) va ser un cacic guaraní, que es va destacar en la guerra de la independència de l'Argentina i en els enfrontaments contra els invasors brasilers al voltant de l'any 1820.
Els seus inicis i el seu poble d'origen són desconeguts; tenia una educació superior a les dels seus companys indígenes, i sabia llegir i escriure.

## El segon d'Andrés Guazurarí
Després de l'acord entre el Primer Triumvirat i els reialistes, el cabdill oriental, coronel José Artigas es va retirar amb el seu exèrcit i gran part el poble de la campanya oriental (èxode oriental) cap al nord-oest, instal·lant-se al marge occidental del riu Uruguai (Sant Antonio del Salto Chico, avui Concòrdia). Allà se li van unir molts indígenes missioners, dirigits pel fillol del cabdill, Andrés Guazurarí, també conegut com a Andresito Artigas. Entre ells es trobava Sití, que va destacar com un oficial eficaç i valent. Va participar en el segon setge de Montevideo i després en la defensa contra les invasions portugueses des de Brasil.
Va ser un dels caps més destacats a la campanya de 1816, en la qual Guazurarí va prendre el control de la Governació de les Missions Guaranís, i el més important dels seus oficials. Va participar també en la presa de Corrientes el 1818; durant aquesta campanya va prendre la vila de Goya, des de la qual va embarcar a les seves tropes en la primera flotilla federal, comandada per l'irlandès Pedro Campbell.
De retorn a Misiones, va organitzar les tropes guaranís mentre Guazurarí romania a Corrientes, donant forma i armes al seu exèrcit guaraní-correntí.

## Governador de Misiones
Va participar en la campanya de 1819 sobre les Missions Orientals, i va quedar al comandament de les restes de l'exèrcit missioner quan Guazurarí va ser capturat. Després d'un breu govern de Pantaleón Sotelo, es va revoltar contra ell i va ocupar el càrrec de governador de Misiones per ordre d'Artigas (Sotelo va morir en la batalla de Tacuarembó, a principis de 1820). Era una província desorganitzada, però els indígenes el seguien en les seves campanyes militars.
Va donar suport a la campanya d'Artigas a la província d'Entre Ríos, fins i tot durant les primeres batalles contra Francisco Ramírez, però quan Artigas va ser derrotat en dues o tres batalles es va passar al bàndol de l'entrerrià. Es va enfrontar i va derrotar el cabdill oriental a la batalla de Cambay, l'última del fundador del federalisme argentí.
Ramírez el va reconèixer com a governador de Misiones i va signar un tractat pel qual deslligava als missioners del servei militar per deu anys. Però als pocs mesos, el Suprem va decidir demanar oficials i soldats guaranís per atacar Santa Fe. Sití es va negar a obeir i va travessar el riu Uruguai, mentre Ramírez el reemplaçava pel coronel Félix de Aguirre. Ramírez no tornaria d'aquesta campanya i Misiones mai tornaria a tenir un governador indígena.

## La desaparició dels guaranís missioners
El cacic guaraní estava molt limitat en les seves opcions polítiques, perquè els seus homes se li estaven morint de gana. De manera que es va posar sota la protecció del Brasil i es va fer oficial de l'exèrcit brasiler, segon cap d'un regiment de servei a les Missions Orientals, amb el grau de major.
Quan, el 1828, el general Fructuoso Rivera va envair les Missions Orientals, es va passar a les forces d'aquest amb tots els seus soldats i el va ajudar a organitzar la nova província. Però van haver de retirar-se a finals d'aquest mateix any, perquè el tractat de pau que va signar Buenos Aires amb el Brasil li retornava les Missions a l'Imperi.
Es va instal·lar amb la majoria dels guaranís a Bella Unión, i va ser el cap del regiment que es va establir allà. Més tard es va retirar del servei militar i va desaparèixer de la història.
Se suposa que va morir cap al 1835 prop de Bella Unión, a l'Uruguai.